# 3-ヒドロキシイソ酪酸
3-ヒドロキシイソ酪酸（3-ヒドロキシイソらくさん、3-hydroxyisobutyric acid）は、バリンの代謝中間体の一つ。